# Шелдон Кеннеді
Шелдон Кеннеді (англ. Sheldon Kennedy; нар. 15 червня 1969, Брендон) — канадський хокеїст, що грав на позиції крайнього нападника.

## Ігрова кар'єра
Хокейну кар'єру розпочав 1984 року в ЗХЛ.
1988 року був обраний на драфті НХЛ під 80-м загальним номером командою «Детройт Ред-Вінгс».
Протягом професійної клубної ігрової кар'єри, що тривала 11 років, захищав кольори команд «Бостон Брюїнс», «Калгарі Флеймс», «Детройт Ред-Вінгс» та «Ландсгут».
Загалом провів 334 матчі в НХЛ, включаючи 24 гри плей-оф Кубка Стенлі.

## Статистика
| Сезон        | Клуб                    | Ліга         | Регулярний сезон | Регулярний сезон | Регулярний сезон | Регулярний сезон | Регулярний сезон | Плей-оф | Плей-оф | Плей-оф | Плей-оф | Плей-оф |
| Сезон        | Клуб                    | Ліга         | І                | Г                | П                | О                | ШХ               | І       | Г       | П       | О       | ШХ      |
| ------------ | ----------------------- | ------------ | ---------------- | ---------------- | ---------------- | ---------------- | ---------------- | ------- | ------- | ------- | ------- | ------- |
| 1984–85      | «Мус Джов Варріорс»     | ЗХЛ          | 16               | 0                | 0                | 0                | 2                | —       | —       | —       | —       | —       |
| 1985-86      | «Уінніпеґ Блус»         | ЮХЛМ         | 43               | 37               | 38               | 75               | 103              | —       | —       | —       | —       | —       |
| 1986–87      | «Свіфт Каррент Бронкос» | ЗХЛ          | 49               | 23               | 41               | 64               | 43               | 4       | 0       | 3       | 3       | 4       |
| 1987–88      | «Свіфт Каррент Бронкос» | ЗХЛ          | 59               | 53               | 64               | 117              | 45               | 10      | 8       | 9       | 17      | 12      |
| 1988–89      | «Свіфт Каррент Бронкос» | ЗХЛ          | 51               | 58               | 48               | 106              | 92               | 12      | 9       | 15      | 24      | 22      |
| 1989–90      | «Адірондак Ред-Вінгс»   | АХЛ          | 26               | 11               | 15               | 26               | 35               | —       | —       | —       | —       | —       |
| 1989–90      | «Детройт Ред-Вінгс»     | НХЛ          | 20               | 2                | 7                | 9                | 10               | —       | —       | —       | —       | —       |
| 1990–91      | «Адірондак Ред-Вінгс»   | АХЛ          | 11               | 1                | 3                | 4                | 8                | —       | —       | —       | —       | —       |
| 1990–91      | «Детройт Ред-Вінгс»     | НХЛ          | 7                | 1                | 0                | 1                | 12               | —       | —       | —       | —       | —       |
| 1991–92      | «Адірондак Ред-Вінгс»   | АХЛ          | 46               | 25               | 24               | 49               | 56               | 15      | 5       | 9       | 14      | 12      |
| 1991–92      | «Детройт Ред-Вінгс»     | НХЛ          | 27               | 3                | 8                | 11               | 24               | —       | —       | —       | —       | —       |
| 1992–93      | «Детройт Ред-Вінгс»     | НХЛ          | 68               | 19               | 11               | 30               | 46               | 7       | 1       | 1       | 2       | 2       |
| 1993–94      | «Детройт Ред-Вінгс»     | НХЛ          | 61               | 6                | 7                | 13               | 30               | 7       | 1       | 2       | 3       | 0       |
| 1994–95      | «Калгарі Флеймс»        | НХЛ          | 30               | 7                | 8                | 15               | 45               | 7       | 3       | 1       | 4       | 16      |
| 1995–96      | «Калгарі Флеймс»        | НХЛ          | 41               | 3                | 7                | 10               | 36               | 3       | 1       | 0       | 1       | 2       |
| 1995–96      | «Сейнт Джон Флеймс»     | АХЛ          | 3                | 4                | 0                | 4                | 8                | —       | —       | —       | —       | —       |
| 1996–97      | «Провіденс Брюїнс»      | АХЛ          | 3                | 0                | 1                | 1                | 2                | —       | —       | —       | —       | —       |
| 1996–97      | «Бостон Брюїнс»         | НХЛ          | 56               | 8                | 10               | 18               | 30               | —       | —       | —       | —       | —       |
| 1998–99      | «Манітоба Мус»          | МХЛ          | 24               | 7                | 7                | 14               | 14               | —       | —       | —       | —       | —       |
| 1998–99      | «Ландсгут»              | ДХЛ          | 13               | 0                | 3                | 3                | 0                | —       | —       | —       | —       | —       |
| Усього в НХЛ | Усього в НХЛ            | Усього в НХЛ | 310              | 49               | 58               | 107              | 233              | 24      | 6       | 4       | 10      | 20      |